# Sonja Tankrey
Sonja Tankrey (Ypres, 30 aprile 1960) è un'ex cestista belga.

## Carriera
Con il Belgio ha disputato due edizioni dei Campionati europei (1980, 1985).